# ديبورا بيرسون
ديبورا بيرسون (بالإنجليزية: Deborah Pearson)‏ (1983)؛ روائية كندية.